# Cinematografo (album)
Cinematografo è un raccolta discografica del 2010 di Mario Merola.

## Tracce
- Cinematografo (3:26)
- Pusilleco addiruso (1:54)
- Spusarizio 'e marenaro (3:01)
- Mammà (3:52)
- Nnammurato d' 'a luna (2:48)
- L'urdemo avvertimento (3:31)
- O vico de' suspire (3:53)
- Fantasia (2:33)
- Velo niro (3:21)
- Senza guapparia (3:37)
- Canzona marenaresca (3:15)
- N'ata passione (3:21)